# 羅靈克里克鎮區 (北卡羅萊納州埃弗里縣)
羅靈克里克鎮區（英語：Roaring Creek Township）是位於美國北卡羅萊納州埃弗里縣的一個鎮區。

## 地方資料
羅靈克里克鎮區的面積為36.25平方千米，皆為陸地。根據2020年美國人口普查的數據，當地共有人口533人，而人口密度為每平方千米14.7人。